# エリク・カヤ
エリク・カヤ（モンゴル語: Ariq Qaya、1227年 - 1286年）は、モンゴル帝国及び大元ウルスに仕えたウイグル人将軍の一人。『元史』などの漢文史料における漢字表記は阿里海牙（ālǐhǎiyá）。南宋平定において総司令バヤン、副司令アジュに次ぐ最高指揮官の一人としてモンゴル軍を指揮し、主に湖広地方の平定を行ったことで知られる。

## 概要
エリク・カヤは貧しい家の出自の上、父が不明のため棄てられかけるという不幸な生い立ちであったが、「大丈夫たるもの朝廷に仕えて功績を立てるべきである」と言って「国書（ウイグル字本）」を学び研鑽を積んだ。その内、周囲の者の推薦によってエリク・カヤはクビライに仕えるようになり、更にクビライが第5代カーンに即位すると、参議中書省事、次いで僉河南行省事に抜擢された。
至元5年（1268年）、エリク・カヤは元帥アジュらとともに襄陽を攻略するよう命じられたが、確実な勝利を目指すクビライは力攻めを避けるよう命じ、襄陽城の包囲は5年にも及んだ（襄陽・樊城の戦い）。至元9年（1272年）に至り、エリク・カヤは襄陽に隣接する樊城こそは歯を守る唇のようなものであり、襄陽攻略のためまず最初に樊城を攻めるべきであると献策し、これにクビライが許可を出した。至元10年（1273年）、マンジャニーク砲の投入によって遂に樊城の城門は破られ、樊城は陥落した。この時、襄陽の城兵は浮橋を使って樊城を救援しようとしたが、エリク・カヤはこの浮橋を焼くことで両軍の連携を断ち勝利に貢献したという。樊城の陥落後、次ぎに攻撃を受けた襄陽は既にモンゴル軍の攻撃を支えることはできず、ほどなくして襄陽城も陥落した。エリク・カヤは襄陽の守将呂文煥に向けてモンゴルに投降すれば必ずや厚遇されるだろうと説得し、また矢を折って自らの言に違わないことを誓ったことで、遂に呂文煥はモンゴルへの投降を決意した。これを受けたクビライはエリク・カヤの約束通り呂文煥を「昭勇大将軍・侍衛親軍都指揮使・襄漢大都督」に任じて大いに厚遇し、エリク・カヤも襄陽・樊城攻めの功績を認められて荊湖等路枢密院事とされた。襄陽の陥落後、アジュとエリク・カヤは勢いに乗じて一気呵成に南宋を攻略してしまうべきであると上奏し、これを受けたクビライは史天沢に相談の上バヤンを総司令官に任じ、江南への進攻を命じた。
至元11年（1274年）9月、襄陽に集結した南宋遠征軍は遂に進軍を開始し、郢州・沙洋・新城を経て同年末には要衝の鄂州を陥落させた。鄂州において南宋遠征軍の諸将は改めて今後の方針を協議し、鄂州を南宋攻略の後方基地とするため、エリク・カヤを4万の軍とともに鄂州に残しバヤン・アジュの2名が本軍を率いて南宋の首都臨安を攻略することが決められた。エリク・カヤは配下の軍団に厳しく掠奪を禁じたため現地の住民は喜び、寿昌・信陽・徳安などの諸城は進んでエリク・カヤのモンゴル軍に投降した。更にエリク・カヤは至元12年（1275年）3月に岳州を、同年4月には江陵をそれぞれ攻略し、遂に荊南一帯を平定した。この報告を聞いたクビライは「バヤンがエリク・カヤのみを残して東進したと聞いた時は［鄂州の守りを］心配したが、荊南が平定されたとすれば我が兵が後背を気にする必要はもうない」と語って大いに喜び、宴会を3日にわたって開いた上、自らエリク・カヤを褒賞する詔を出した。
鄂州の平定を成功させたエリク・カヤは更に湖南に南下し、この地方の中心地潭州に迫った。エリク・カヤは降伏勧告をしたものの潭州の城兵は徹底抗戦を選び、エリク・カヤ自身が流れ矢を受けるほどの激戦の末潭州は陥落した。潭州が陥落した時、諸将は城民を皆殺しすべきであると主張したが、エリク・カヤはそれでは総司令バヤンの示した「不殺の意」に背くとして認めず、食料庫を開いて飢餓にある城民を救った。なお、『元史新編』や『乾隆長沙府志』といった後世の編纂物の中にはこの潭州攻略時に数万人の大虐殺が行われたとする記述があるが、これらの編纂物の著者は潭州一帯の出身者で、モンゴル軍による被害を誇張して述べたものに過ぎないと屠寄によって指摘されている。
潭州の陥落に加え、同じ頃にバヤンら率いる本軍によって南宋の首都臨安が陥落した事によって湖広一帯の諸城は次々と降伏したが、唯一静江のみがモンゴルへの投降を拒んでいた。静江はエリク・カヤが何度か派遣した使者を殺害して徹底抗戦を表明したため、エリク・カヤは静江城の水の手を断って攻め、追い詰められた城民は自ら火を放って自殺した。エリク・カヤは静江の民は潭州の時と違ってモンゴルへの叛意が顕わで、これを放置しては広西の諸州を服属させることはできないとし、そのほとんどを穴埋めにして未だ服属していない諸州への見せしめとした。これを受けて広西一帯の諸州は雪崩を打って投降し、遂に広西一帯も平定された。
その後もエリク・カヤは雷州半島・海南島の平定に従事し、湖広や広西一帯の反モンゴル運動を鎮圧した。南宋の平定後もエリク・カヤは湖広や広西一帯に絶大な影響力を有していた。至元23年（1286年）、入朝して光禄大夫・湖広行省左丞が加わったが、まもなく60歳で死去。開府儀同三司・上柱国を追贈され、楚国公に封じられ、武定と諡された。至正8年（1348年）、江陵王に追封されている。